# Arbeitskreis Kluterthöhle
Der Arbeitskreis Kluterthöhle (AKKH) ist ein gemeinnütziger Höhlenforscher-Verein mit Sitz in Ennepetal. Der etwa 160 Mitglieder umfassende Verein ist neben wissenschaftlichen Untersuchungen auch sehr aktiv im Umwelt- und Höhlenschutz. Vorsitzender ist Stefan Voigt.

## Geschichte

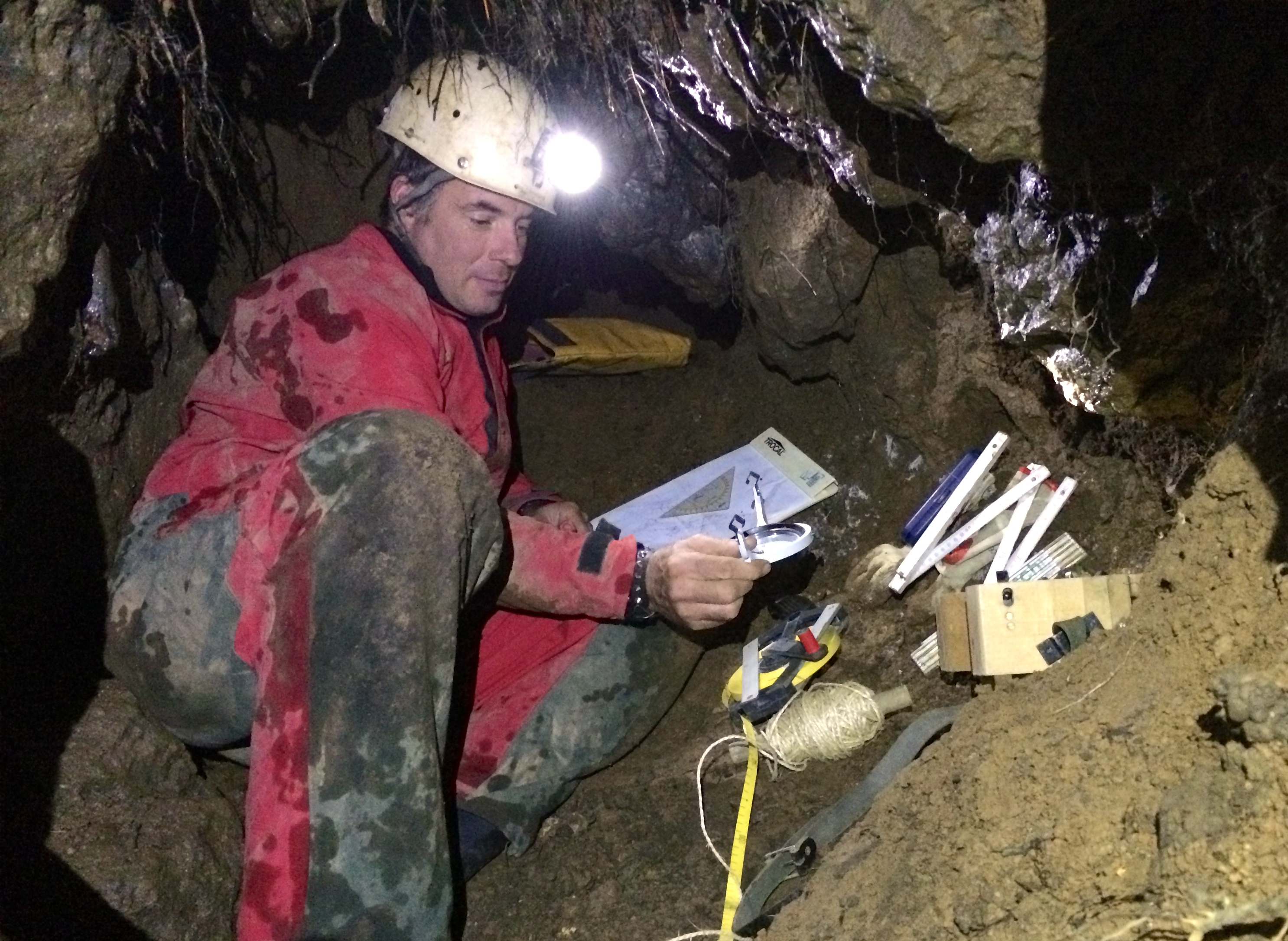
Vermessung des Hackerlochs in Ennepetal

Der Arbeitskreis Kluterthöhle wurde am 30. März 1976 als Teil des Verkehrsvereins der Stadt Ennepetal gegründet. Später wurde der Arbeitskreis in einen eigenen Verein überführt. Der Verein begann ab 1980 intensiv mit der Suche nach neuen Höhlen in Ennepetal und hat in den folgenden 30 Jahren über sieben Kilometer neue Höhlen unter Ennepetal entdeckt.
Seit 1984 ist der Verein mit Expeditionen auch außerhalb Nordrhein-Westfalens aktiv und forscht in den Alpen, Syrien, Rumänien, Kambodscha, Frankreich, dem Libanon und Oman.
Seit 1991 ist der Verein von der Stadt Ennepetal beauftragt, Höhlen und Karst im Stadtgebiet zu erforschen. Verträge mit anderen Städten in der Region über einzelne Höhlen oder ganze Gebiete folgten seitdem. In den Folgejahren kamen Beauftragungen durch die Städte Wuppertal und Engelskirchen, den Rhein-Sieg-Kreis, den Oberbergischen Kreis, die Stadt Schwelm und die Stadt Hagen hinzu.

## Betreute Höhlen
Der Verein betreut im Bergischen Land und im Westen des Sauerlands über 200 Höhlen. Dazu gehören unter anderem die Schauhöhlen Kluterthöhle, Wiehler Tropfsteinhöhle und Aggertalhöhle, aber auch der Öffentlichkeit nicht zugängliche Höhlen wie die Heilenbecker Höhle, Bismarckhöhle, Blätterhöhle, die Hardthöhlen und das Windloch im Mühlenberg.